# Paraliparis hubbsi
Paraliparis hubbsi är en fiskart som beskrevs av Andriashev, 1986. Paraliparis hubbsi ingår i släktet Paraliparis och familjen Liparidae. Inga underarter finns listade i Catalogue of Life.